# Комітет Верховної Ради України з питань екологічної політики, природокористування та ліквідації наслідків Чорнобильської катастрофи
Комітет Верховної Ради України з питань екологічної політики, природокористування та ліквідації наслідків Чорнобильської катастрофи — це колишній комітет Верховної Ради України
Створений 25 грудня 2012 р..

## Історія Комітету
Законодавчий розвиток екологічної політики Української держави розпочався 16 липня 1990 року, з прийняттям Верховною Радою «Декларації про державний суверенітет України».
У Декларації зазначається, що Українська держава самостійно встановлює порядок організації охорони природи на території Республіки та порядок використання природних ресурсів, має свою національну комісію радіаційного захисту населення, має право заборонити будівництво та припинити функціонування будь-яких підприємств, установ, організацій та інших об'єктів, які спричиняють загрозу екологічній безпеці, дбає про екологічну безпеку громадян, про генофонд народу, його молодого покоління.  р..
Вже у 1990 році після обрання народних депутатів Верховної Ради Української Радянської Соціалістичної Республіки 12-го скликання, яка згодом була перейменована на Верховну Раду України 1-го скликання було засновано дві Комісії, які й виконували функції комітетів. Комісія у питаннях екології та раціонального природокористування та Комісія з питань чорнобильської катастрофи, які проіснували два перших скликання. І тільки у 1997 році, відповідно до статті 89 та пункту 1 розділу XV Конституції України було перетворено постійні комісії Верховної Ради України у відповідні комітети Верховної Ради України.
Постановою Верховної Ради України «Про перелік Комітетів Верховної Ради чотирнадцятого скликання» від 13.05.1998 р. було засновано 23 комітети, серед яких й Комітет з питань екологічної політики, природокористування та ліквідації наслідків Чорнобильської катастрофи.  р..
За роки незалежності в Україні створено практично нове природоохоронне законодавство, зокрема були прийняті: Земельний, Лісовий, Водний кодекси, Кодекс про надра, Закони України «Про охорону навколишнього природного середовища», «Про природно-заповідний фонд», «Про зону надзвичайної екологічної ситуації», «Про відходи», «Про тваринний світ», «Про рослинний світ», «Про екологічну експертизу», «Про Червону книгу України», «Про загальні засади подальшої експлуатації і зняття з експлуатації Чорнобильської АЕС та перетворення зруйнованого четвертого енергоблоку цієї АЕС на екологічно безпечну систему» тощо.
У червні 1992 року на конференції ООН з навколишнього середовища і розвитку в Ріо-де-Жанейро (Бразилія) 155 держав, в тому числі й Україна підписали Рамкову конвенцію ООН про зміну клімату. Верховна Рада України, ратифікувала дану Конвенцію 29.10.1996 р.
На сьогоднішній день Україна є стороною 20 природоохоронних конвенцій глобального і регіонального характеру і 5 додаткових протоколів та поправок до конвенції.

### Список голів Комітету
Залудяк Микола Іванович — Голова Комісії у питаннях екології та раціонального природокористування (1990 −1994)
Яворівський Володимир Олександрович — Голова Комісії з питань чорнобильської катастрофи (1990–1994)
Філіпчук Георгій Георгійович — Голова Комісії з питань екології (1994–1998)
Яценко Володимир Михайлович — Голова Комісії Верховної Ради України з питань Чорнобильської катастрофи (1994–1998)
Самойленко Юрій Іванович — Голова Комітету з питань екологічної політики, природокористування та ліквідації наслідків Чорнобильської катастрофи (1998–2002)
Різак Іван Михайлович — Голова Комітету з питань екологічної політики, природокористування та ліквідації наслідків Чорнобильської катастрофи (травень 2002 — червень 2002)
Руденко Геннадій Борисович — Голова Комітету з питань екологічної політики, природокористування та ліквідації наслідків Чорнобильської катастрофи(червень 2002–2006)
Кальченко Валерій Михайлович — Голова Комітету з питань екологічної політики, природокористування та ліквідації наслідків Чорнобильської катастрофи (липень 2006 — червень 2007)
Ковтуненко Олександр Володимирович — Голова Комітету з питань екологічної політики, природокористування та ліквідації наслідків Чорнобильської катастрофи (червень 2007)
Семинога Анатолій Іванович  — Голова Комітету з питань екологічної політики, природокористування та ліквідації наслідків Чорнобильської катастрофи (2007–2012)
Сех Ірина Ігорівна — Голова Комітету з питань екологічної політики, природокористування та ліквідації наслідків Чорнобильської катастрофи (грудень 2012—листопад 2014)
Томенко Микола Володимирович — Голова Комітету з грудня 2014.

## Сфери відання
Комітет здійснює законопроєктну роботу, готує, попередньо розглядає питання, віднесені до повноважень Верховної Ради України, та виконує контрольні функції у таких сферах відання:
- охорона, збереження, використання та відновлення (відтворення) природних ресурсів, у тому числі надр, лісів, водних ресурсів, атмосфери, тваринного та рослинного світу, природних ландшафтів;
- збереження та збалансоване використання природних ресурсів виключної (морської) економічної зони, континентального шельфу та освоєння космічного простору;
- екологічна безпека, попередження та ліквідація наслідків природного лиха, техногенних аварій і катастроф, діяльність державних аварійно-рятувальних служб;
- радіаційна та пожежна безпека;
- цивільний захист населення;
- правовий режим зони надзвичайної екологічної ситуації;
- державна політика у сфері поводження з відходами, включаючи радіоактивні та токсичні відходи;
- державний моніторинг навколишнього природного середовища;
- адміністративно-господарські санкції за забруднення навколишнього природного середовища;
- створення, охорона та розвиток об'єктів природно-заповідного фонду України;
- ліквідація наслідків Чорнобильської катастрофи, у тому числі надання згоди на обов'язковість міжнародних договорів України з цих питань;
- соціальний захист громадян, які постраждали внаслідок Чорнобильської катастрофи;
- екологічне страхування та екологічний аудит.

## Склад Комітету восьмого скликання[4]
Керівництво:
- голова Комітету — Томенко Микола Володимирович (з 04.12.2014 по 25.03.2016 відповідно до п.6 частини 2 ст.81 Конституції України)
- перший заступник голови Комітету — Дирів Анатолій Борисович (виконує обов'язки голови Комітету)
- заступник голови Комітету — Ленський Олексій Олексійович
- заступник голови Комітету — Недава Олег Анатолійович
- секретар Комітету — Єднак Остап Володимирович

Члени:
- Балицький Євген Віталійович
- Валентиров Сергій Васильович
- Дзюблик Павло Володимирович
- Колєсніков Дмитро Валерійович
- Москаленко Ярослав Миколайович
- Рибак Іван Петрович
- Сажко Сергій Миколайович
- Тригубенко Сергій Миколайович
- Чепинога Віталій Михайлович[5].

## Склад Комітету сьомого скликання[6]
Керівництво:
- Сех Ірина Ігорівна — Голова Комітету
- Лукашук Олег Григорович — Перший заступник голови Комітету
- Глазунов Сергій Миколайович — Заступник голови Комітету
- Балицький Євген Віталійович — Секретар Комітету
- Тягнибок Андрій Ярославович — Голова підкомітету з питань охорони і раціонального використання надр, тваринного та рослинного світу, охорони, раціонального використання та відтворення водних ресурсів, формування національної екологічної мережі, природних ландшафтів та об'єктів природно-заповідного фонду
- Котеляк Лідія Леонідівна — Голова підкомітету з питань охорони атмосферного повітря, зміни клімату, наукових досліджень, екологічної освіти
- Аверченко Сергій Миколайович — Голова підкомітету з питань державної політики у сфері поводження з відходами, енергозбереження, нетрадиційних та альтернативних джерел енергії
- Чуб Володимир Євгенович — Голова підкомітету з питань державного моніторингу навколишнього природного середовища, формування та використання коштів фондів охорони навколишнього природного середовища, бюджетного процесу, екологічних інвестицій, страхування екологічних ризиків
- Кальченко Валерій Михайлович — Голова підкомітету з питань подолання наслідків Чорнобильської катастрофи, управління радіоактивно забрудненими територіями, соціального захисту постраждалих внаслідок Чорнобильської катастрофи
- Сікора Ольга Мирославівна — Голова підкомітету з питань запобігання та ліквідації наслідків природних та техногенних катастроф, відновлення екологічної рівноваги постраждалих територій
- Бутківський Віктор Володимирович — Голова підкомітету цивільного захисту населення, діяльності державних авврійно-рятувальних служб, пожежної безпеки

Члени:
- Ланьо Михайло Іванович
- Мельничук Лариса Юріївна
- Парубок Омелян Никонович[7].